# Nachrichtenbunker Gisela

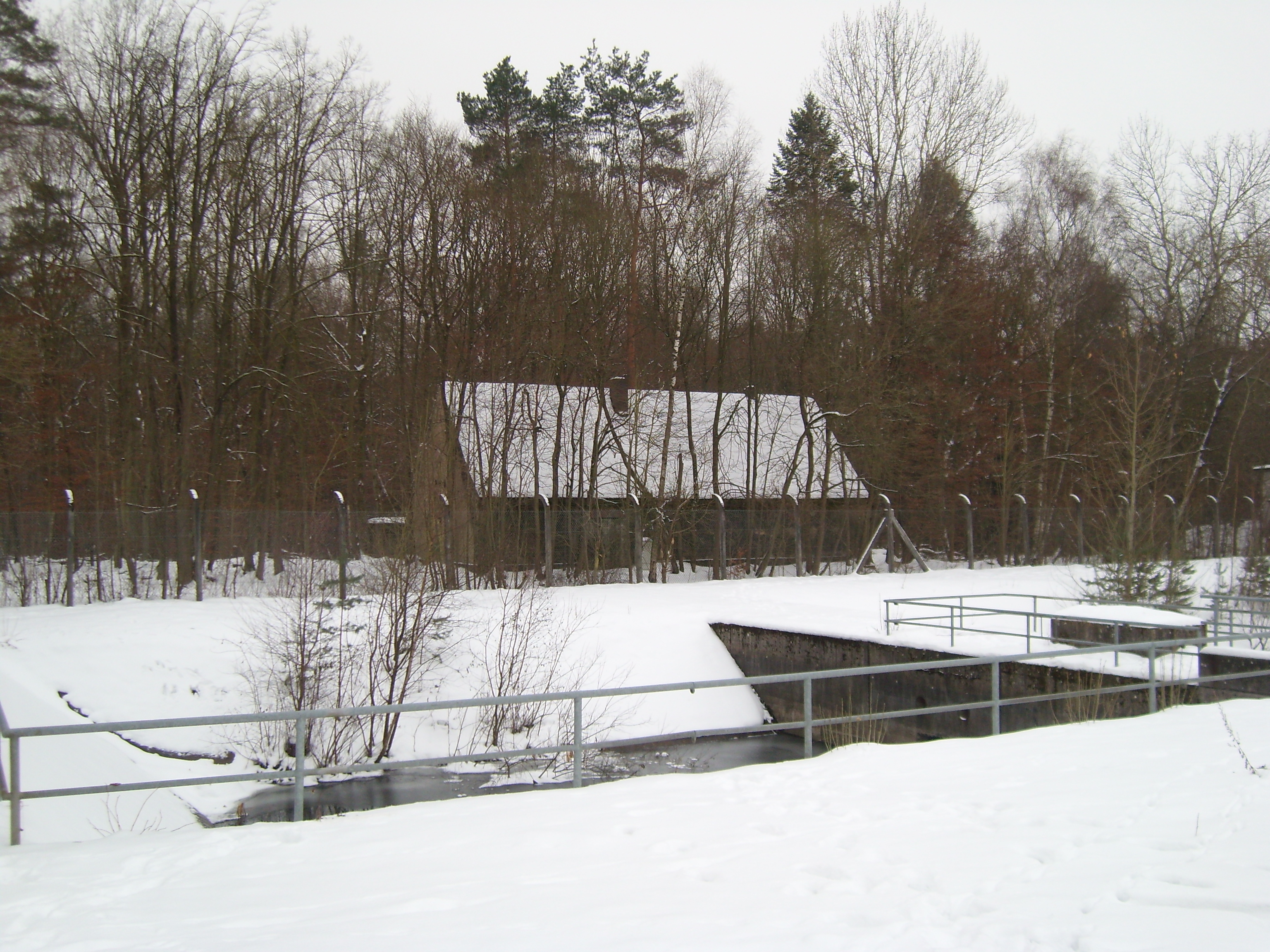
Gebäude, in dem sich der Zugang zur Nachrichtenstelle Gisela befindet

Die Bunker der Nachrichtenstelle Gisela bei der hessischen Stadt Gießen waren ein Bunkerkomplex der deutschen Wehrmacht. Die Bunker wurden vom Oberkommando des Heeres (OKH) betrieben und dienten unter anderem der Koordination von militärischen Bewegungen im Krieg gegen Frankreich wie auch als Schulungsstelle für Nachrichtenhelferinnen.

## Geographische Lage
Die Bunkeranlagen befinden sich ostsüdöstlich von Gießen in einem Waldgebiet im Südteil des Gewerbegebiets „Rivers Automeile“, das durch Konversion aus ehemaligen Kasernen entstand. Die Fläche liegt direkt an der Bundesstraße 457 und einer Auffahrt auf den Gießener Ring (Autobahn A 485).

## Baubeschreibung und Nutzung

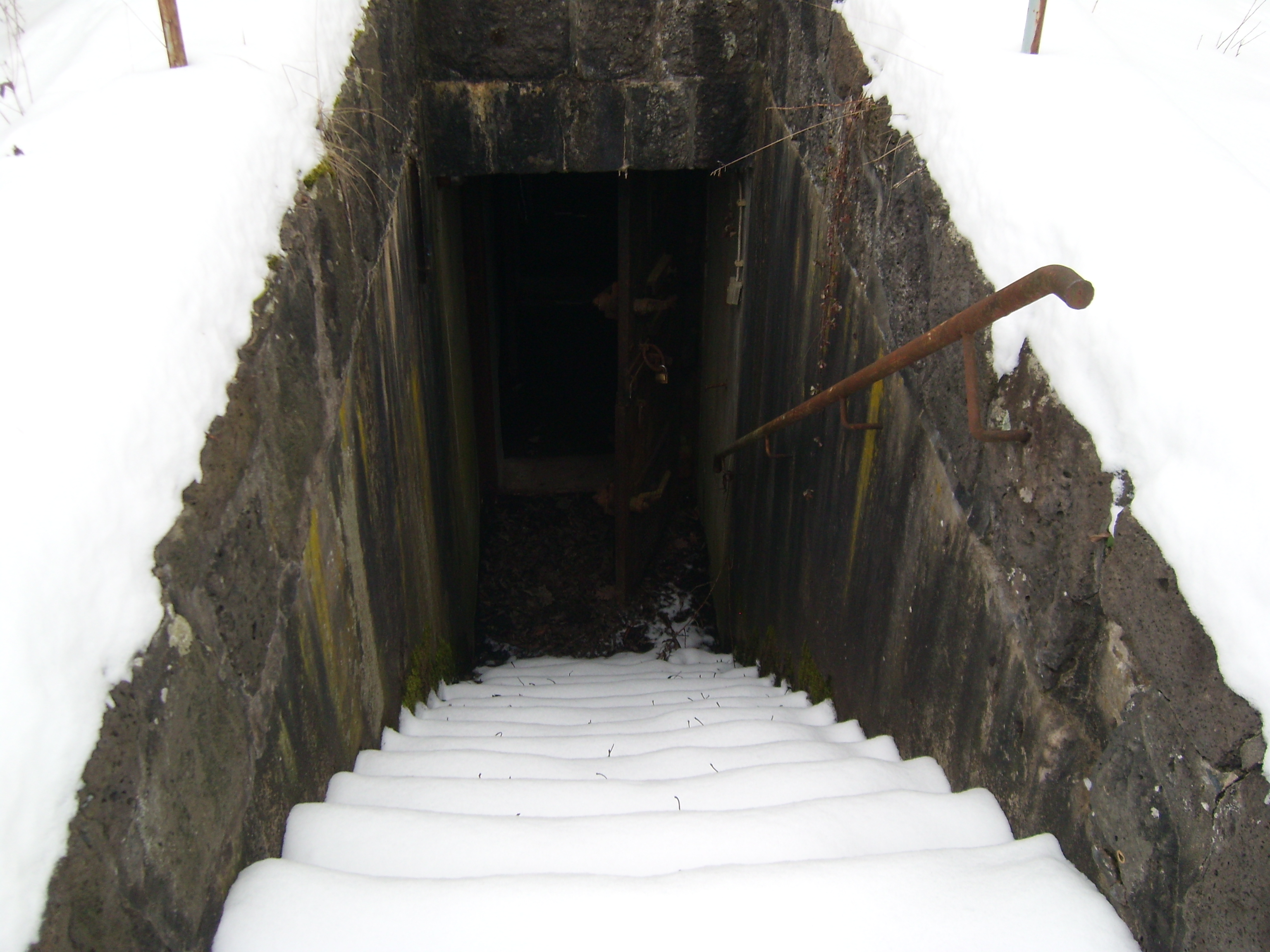
Einer der zahlreichen Zugänge zu den Bunkeranlagen

Ab 1934 wurde auf dem Gelände der „Verdun-Kaserne“ ein neues unterirdisches Verstärkeramt mit dem Decknamen „Gisela“ eingerichtet. Weiter wurden insgesamt vier Stabsbunker mit den Decknamen V16 bis V19 eingerichtet. Die Gebäude V16 und V17 wurden unter dem Begriff „Hansa I“ und die Gebäude V18 und V19 unter dem Begriff „Hansa II“ zusammengefasst. Man spricht daher bei den vier Stabsbunkern auch von den „Hansabunkern“. Der Zugang zum eigentlichen Nachrichtenbunker Gisela erfolgte über ein fünftes, eigenständiges Gebäude.
Neben den bereits erwähnten Verwendungen befanden sich in den Bunkeranlagen auch Werkstätten zur Instandsetzung von Fernmeldegeräten.
Jedes der oberirdischen Gebäude hatte einen Grundriss von 36,20 Meter × 16,39 Meter und führte, zum Schutz gegen Luftangriffe, unterirdisch mehrere Geschosse in die Tiefe. Die Außenwände der oberirdischen Gebäude hatten eine Wandstärke von 40–60 cm, wohingegen die Wandstärke des Gebäudekerns und die der unterirdischen Außenwände 100 cm betrug.
Das äußere Erscheinungsbild der vier oberirdischen Bunkergebäude sowie der Zugang zu „Gisela“ waren dem Aussehen von einfachen Häusern nachempfunden.

## Nutzung und Erforschung nach 1945

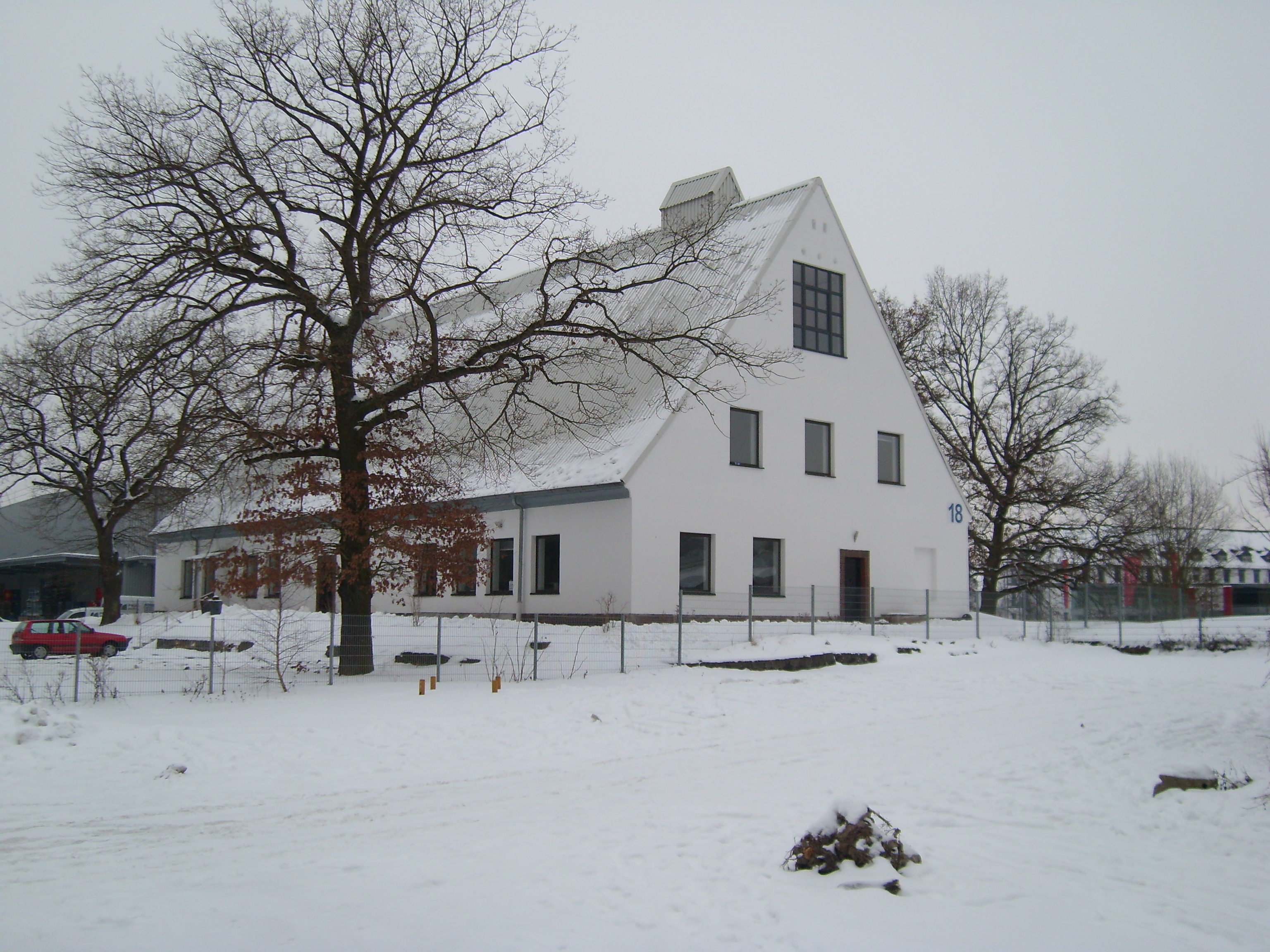
Gebäude „V18“ des Komplexes Hansa II

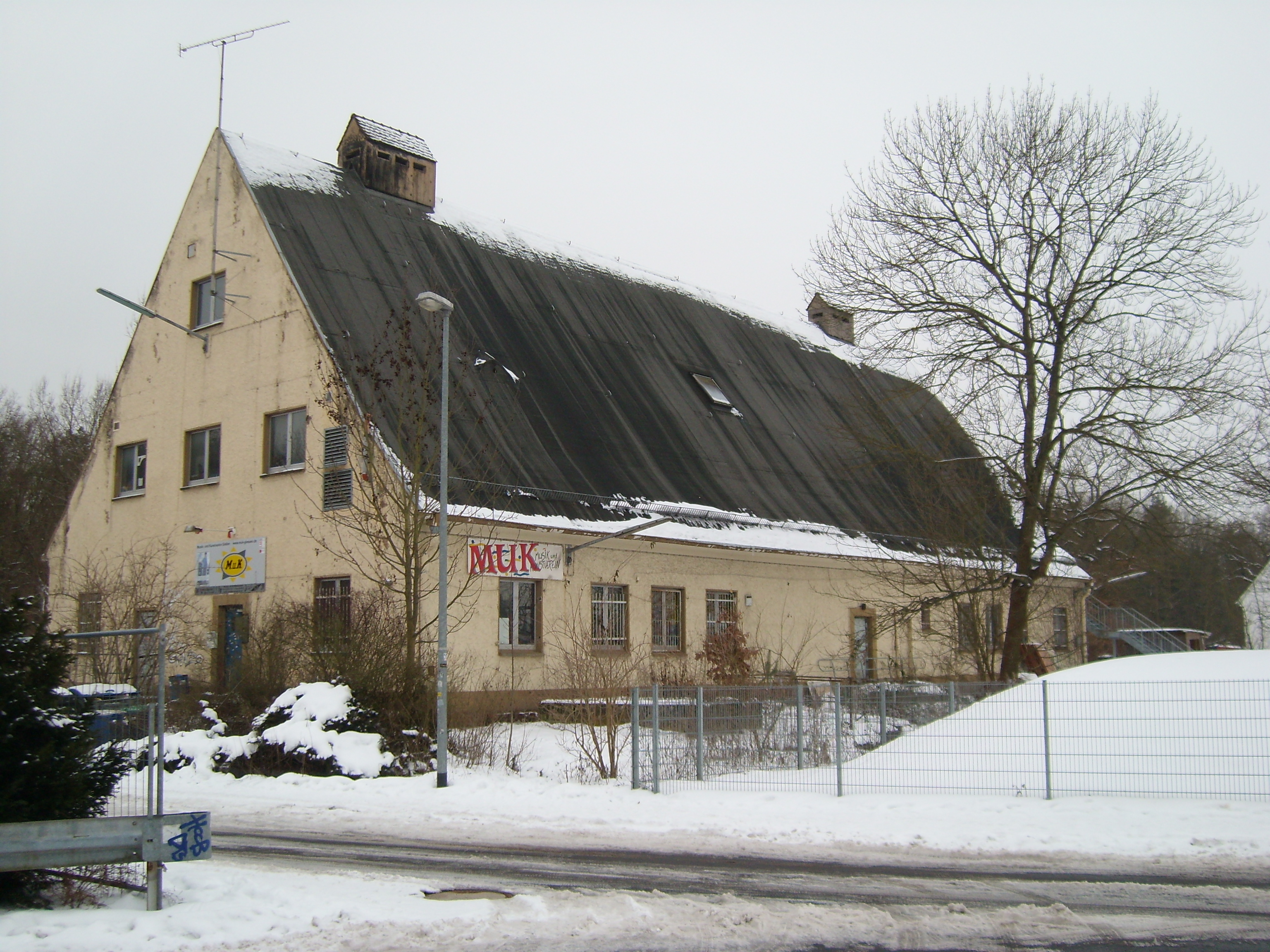
Gebäude „V19“ des Komplexes Hansa II

Am 28. März 1945 zogen sich die deutschen Nachrichtenstäbe aus der Verdun-Kaserne zurück. Die US Army bezog nun das Gelände und nutzte es in der unmittelbaren Nachkriegszeit als Auffanglager für Kriegsgefangene. Das Kasernengelände wurde in „Rivers Barracks“ umbenannt.
Die unterirdischen Bunkerteile des Komplexes „Gisela“ wurden geflutet und vermutlich auch durch Sprengungen oder Feuer unbrauchbar gemacht. Hinweise auf Feuer in den Bunkeranlagen erhielt man erstmals durch Tauchgänge eines Gießener Tauchvereins im Jahre 1992 in mindestens einem der gefluteten Stabsbunker. Die Taucher erkannten Schwebstoffe im Wasser, die vermutlich von Feuer herrührten. Auch fanden sie durchtrennte Kabel und Rohrleitungen sowie Relikte aus Kriegstagen vor. Es ist nicht geklärt, ob die deutschen oder US-amerikanischen Streitkräfte die Anlagen unbrauchbar gemacht haben.
1993 begann eine Arbeitsgruppe mit dem Auspumpen des unterirdischen Komplexes „Gisela“ und führte Besichtigungen mit Besuchergruppen durch.
Die Gebäude des Komplexes „Hansa I“ (V16 und V17) existieren heute nicht mehr. Das Gebäude „V18“ hat heute in Anlehnung an seine ursprüngliche Benennung die Adresse „An der Automeile 18“. Es beherbergt Büroräume verschiedener Unternehmen und der Justus-Liebig-Universität Gießen. Das zweite Kellergeschoss steht bis heute unter Wasser, während im ersten Kellergeschoss Renovierungsarbeiten durchgeführt werden. Das Gebäude „V19“ wird vom Musik- und Kunstverein Gießen (MuK) für Veranstaltungen und Ausstellungen genutzt. Der Zugang zum Nachrichtenbunker selbst liegt heute in einem Waldstück und ist nicht für die Öffentlichkeit zugänglich.